# Mesene mygdon
Mesene mygdon är en fjärilsart som beskrevs av William Schaus 1913. Mesene mygdon ingår i släktet Mesene och familjen Riodinidae. Inga underarter finns listade i Catalogue of Life.